# مغالطه بتهوون
مغالطه بتهوون برهانی است که گاهی مورد استفادهٔ مخالفان سقط قرار می‌گیرد. این برهان نتیجه می‌گیرد که ختم یک بارداری مانع از به دنیا آمدن انسانی فرهیخته می‌گردد.
- زنی باردار و مبتلا به سفلیس است. وی هشت فرزند دارد که سه تا از آنها کرولال، سه تا نابینا و دو تا عقب افتاده ذهنی هستند. این مادر در حالی که فرزند نهم را باردار است به پیش شما آمده است آیا به او توصیه می‌کنید جنین خود را سقط نماید؟
+ اگر شما عقیده دارید که فرزند نهم باید سقط شود، به این ترتیب جهان را از وجود بتهوون محروم کرده‌اید.
داستان فوق در مورد بتهوون حقیقت ندارد. وی فرزند ارشد خانواده خود بود و برادری داشت که یکسال قبل از وی به دنیا آمده و پس از شش روز فوت کرد. وی دارای دو برادر و یک خواهر بود که هیچ معلولیتی نداشتند و مادر وی به سفلیس مبتلا نبود. مشکل ناشنوایی بتهوون نیز در بدو تولد وجود نداشت و در سنین بالاتر به وجود آمد.
این استدلال اولین بار توسط مائوریس بارینگ مطرح گردید و توسط پیتر مداوار برنده جایزه نوبل در فیزیولوژی و پزشکی مورد انتقاد قرار گرفت که ریچارد داوکینز در کتاب خود به آن اشاره کرده است.

## بحث
استدلال مورد استفاده در این برهان غلط اندر غلط است.

اول آنکه داستان فوق در مورد بتهوون صحت ندارد و دروغ است. با فرض صحت هم مثال فوق سعی در ارتباط بین شرایط بد مادر و به دنیا آمدن یک نابغه موسیقی را دارد درحالی‌که امکان به دنیا آمدن چنین فرزندی در یک مادر سالم کمتر از مورد مثال زده شده نیست. برای برجسته کردن تناقض موجود در این بحث به مثال زیر توجه نمایید:
- خانمی سه فرزند داشته است. دو فرزند اول در اثر دیفتری فوت کرده‌اند و فرزند سوم قبل از یک سالگی از دنیا رفته است. شوهر این خانم با وی نسبت فامیلی دارد (پسر عمو یا پسر دایی). این خانم باردار است آیا شما به وی توصیه ختم بارداری را می‌کنید؟
+ خیر.
- این فرزند بعدها مسبب خونین‌ترین جنگ شده و موجب مرگ بیست میلیون انسان می‌شود. شما اجازه به دنیا آمدن هیتلر را دادید.
+ وای خدای من حق با شماست. باید تمامی جنینها را قبل از اینکه به هیتلری دیگر تبدیل شوند از بین برد.
همان‌طور که ملاحظه می‌کنید سستی این استدلال در نقیض آن به راحتی قابل مشاهده است. از آنجا که سرنوشت جنین در آینده قابل پیش بینی نمی‌باشد پس این بحث نمی‌تواند ملاکی برای توصیه به ختم حاملگی یا ادامه آن باشد.
پزشک مطابق با استانداردهای روز پزشکی و بر اساس خطری که مادر یا جنین را ممکن است تهدید نماید در این مورد به مادر و پدر مشاوره می‌دهد.